# Lamberton (Minnesota)
Lamberton – miasto w Stanach Zjednoczonych, w stanie Minnesota, w hrabstwie Redwood.